# Endocitoza
Endocitóza je celični proces, pri katerem celica vnese snov (molekule ali druge celice) prek celične membrane v svojo notranjost. Celična membrana obda snov, ki prehaja v notranjost celice, in tako nastane vezikel. Celice, posebej protisti, ga uporabljajo, ker je večina molekul, ki jih potrebujejo za življenje, bodisi polarnih, bodisi tako velikih, da je hidrofobna sredica celične membrane zanje praktično neprepustna. Proces, nasproten endocitozi, je eksocitoza, pri katerem membrana tvori vezikel, ki se loči od nje. Endocitoza je eden od načinov aktivnega transporta.
Pri endocitozi se snovi dotaknejo membrane, ta jih obda, s tem nastane endocitozni mehurček oziroma vezikel. Vezikli se odcepljajo s plazmaleme v notranjost celice. Potuje po citoplazmi, kjer se sreča z lizosomom (mehurček, ki vsebuje encime). Snovi se ne prebavijo, ostanek pa potuje v Golgijev aparat, kjer ga zapakira z membrano. To se kasneje izloči z eksocitozo, ki je nasproten proces endocitozi. S tem procesom se reciklirajo in razgradijo plazemski proteini in receptorji, hkrati pa se znotraj celice in med celicami v organiziranih tkivih prenašajo signali. Oblikujejo se simbioze z mikroorganizmi in sprejemajo se hranila. Odstranjujejo pa se tudi patogeni mikroorganizmi. 
Endocitoza je zelo pomembna pri endosimbiozi med evkariontsko evolucijo. Endocitne poti so povezane z različnimi tovori v endocitnih veziklih in molekulskimi mehanizmi, ki so vključeni v razporejanje veziklov. V transport so vključeni aktinski filamenti.
O rastlinski endocitozi so znanstveniki zelo dolgo dvomili, ker naj bi jo oteževala turgorski tlak in celična stena. Z uporabo označevalcev so v zadnjih letih dokazali, da obstajajo vsaj 4 endocitne poti, ki so hkrati tudi dobro raziskane v živalskih celicah.

### Endocitotske poti:
- klatrinska pot

Pri tem gre za prozivajanje majhnih veziklov (približno 100 nm premera), ki imajo značilen morfološki plašč, sestavljen iz citosoličnega proteina klatrin. Te vezikle, obdane s klatrinskim plaščem, najdemo v praktično vseh celicah. Območja, kjer se vnašajo ti vezikli, so odgovorni za sprejem nizko nasičenih lipoproteinov, transferinov, rasnih faktorjev, protiteles in še veliko drugih delcev.
- pot lipidnih raftov

Lipidni rafti so najbolj pogosti vezikli, ki niso obdani s klatrinskim plaščem in obstajajo na površju večine celic, ampak ne na vseh. Sestavlja jih protein caveolin, ki nase veže holesterol. Sestavlja pa jih še dvojna plast, ki je obogatena s holesterolom in glikolipidi. Lipidni rafti so majhni (približno 50 nm premera) in vstopajo v izbočenih jamicah. Sestavljajo lahko tudi do tretjino plazmaleme nekaterih celic, ki gradijo določena tkiva, na primer gladke e pneumocite, fibroblaste in adipocite.
- fagocitoza

To je proces, kjer celice sprejemajo delce, ki imajo premer večji od 0.75 µm. Nekateri takšni delci so na primer prašni delci, delci celic, mikororganizmi in apoptotične celice.
- pinocitoza

Ta proces navadno poteka na grobih predelih membrane. Na celični membrani nastane mehurček, ki se nato odcepi v notranjost celice, kjer tvori vezikel (0,5–5 µm premera). Napolnjeni so z zunajcelično tekočino in molekulami, ki jih ta vsebuje. Vezikel nato potuje do citosola in se združi z ostalimi vezikli, na primer z endosomi in lizosomi.

S pomočjo endocitoze lahko celica z obstoječe stene dobi pektinske gradnike celične stene, ki se potem porabljajo za sintezo celične plošče pri delitvi celice. Z endocitozo pa so prav tako tesno povezani endosomi, ki do nujni za pravilno delovanje celic med razvojem tkiv in organov.